# Seefeel
Seefeel est un groupe britannique de musique électronique formé par le guitariste Mark Clifford, le bassiste Mark Van Hoen, le batteur Justin Fletcher et la chanteuse et guitariste Sarah Peacock en 1992, à Londres au Royaume-Uni.
Au cours de la vie du groupe, Mark Van Hoen est rapidement remplacé par Daren Seymour qui quittera le groupe après 1996, tout comme Justin Fletcher. Le batteur Iida Kazuhisa (alias E-Da, déjà membre des Boredoms) et le bassiste Shigeru Ishihara (alias DJ Scotch Egg et DJ Scotch Bonnet) rejoignent le groupe en 2011.

## Discographie

### Albums studio
- 1993 - Quique (Too Pure)
- 1995 - Succour (Warp)
- 1996 - (CH-VOX) (Rephlex)
- 2011 - Seefeel (Warp)
- 2024 - Everything Squared (Mini-album) (Warp)

### EPs and singles
- More Like Space EP (Too Pure, 1993)
- Plainsong EP (Too Pure, 1993)
- Pure, Impure EP (Too Pure, 1993)
- Time To Find Me (Too Pure, 1993)
- i-01 (Not On Label, 1994)
- Fracture/Tied (Warp, 1994)
- Starethrough EP (Warp, 1994)
- Faults EP (Warp, 2010)
- Peel Session TX 27/05/94 (Warp, 2019)
- Reduct EP (Warp, 2021)[2]